# Kościół św. Maurycego w Augsburgu
Kościół św. Maurycego (niem. St. Moritz) – rzymskokatolicki kościół parafialny znajdujący się w centralnej części bawarskiego miasta Augsburg.

## Historia
Kościół ufundował w 1019 roku biskup Bruno. W średniowieczu znajdował się on poza murami miasta, przy starej rzymskiej drodze Via Claudia wiodącej z Augsburga przez Alpy. Kolegiata miała być godnym miejscem pochówku dla fundatora. W 1084 budynek spłonął, a w 1299 doszło do katastrofy budowlanej. Do 1314 trwała budowa nowej świątyni o wymiarach zbliżonych do obecnych. W latach 40. XV wieku kościół został ponownie rozbudowany, wzniesiono wieloboczną absydę prezbiterium. Na przełomie XV i XVI wieku podwyższono wieżę. W 1510 prawo do kościoła nabył od papieża Juliusza II filantrop Jakob Fugger, który zapewnił swojej rodzinie stanowisko kaznodziejów świątyni. W okresie reformacji budynek był w rękach protestantów, a wciąż katoliccy kanonicy przez 11 lat rezydowali w pobliskim Landsbergu am Lech. Wtedy też rozebrano zachodnią część budowli, w której prawdopodobnie znajdował się grób bpa Brunona. W 1714 roku Johann Jakob Herkomer przebudował budynek w stylu barokowym. W 1803, w ramach sekularyzacji, kolegiatę przekształcono w kościół parafialny. W lutym 1944 gmach został zniszczony podczas bombardowania, przetrwały jedynie fragmenty murów oraz wieża. Odbudowę rozpoczęto już w 1946 roku, prace powierzono Dominikusowi Böhmowi, który zaprojektował proste, modernistyczne wnętrze świątyni, nawiązujące do form wczesnoromańskich. Kolejna renowacja miała miejsce w latach 2008–2013 wg. projektu Johna Pawsona.

## Architektura i wyposażenie
Kościół trójnawowy, orientowany, o układzie bazylikowym. Do południowej elewacji przystawiona jest gotycko-renesansowa wieża, wzniesiona na planie kwadratu, z ośmiobocznym zwieńczeniem.
Wnętrze kościoła jest efektem powojennej odbudowy oraz XXI-wiecznej renowacji. W prezbiterium, za ołtarzem, znajduje się rzeźba Chrystusa Zbawiciela, wykonana w 1634 przez Georga Petela. W bocznych nawach znajduje się łącznie 8 rzeźb apostołów dłuta Ehrgotta Bernharda Bendla, będących pozostałościami cyklu 14 rzeźb z 1690 roku. Kaplicę mariacką zdobi figura Srebrnej Madonny z roku 1490.
Organy na emporze wykonało w roku 1973 przedsiębiorstwo Rieger. Posiadają 53 głosy, 4 manuały i pedał. W prezbiterium znajdują się tzw. organy św. Katarzyny (niem. Katharinenorgel), powstałe roku 2013 w pracowni Kuhn.
Na wieży kościoła zawieszonych jest 7 dzwonów. Dzwonią pojedynczo w tygodniu o godzinie 7:00, 12:00 i 20:00, w piątki o godzinie 15:00 oraz większych zestawach przed mszami świętymi.
Dane dzwonów:
| Nr | Zdjęcie | Imię                            | Ton  | Waga    | Średnica | Rok odlania | Ludwisarnia                     | Dźwięk |
| -- | ------- | ------------------------------- | ---- | ------- | -------- | ----------- | ------------------------------- | ------ |
| 1  |         | Mauritius                       | f'   | 1690 kg | 136 cm   | 1360        | Hermann Kessler II., Norymberga |        |
| 2  |         | Maria                           | g'   | 1080 kg | 115,5 cm | 1299        | Meister Konrad                  |        |
| 3  |         | Hosanna                         | as'  | 720 kg  | 105,5 cm | 1514        | Laux Zotman, Augsburg           |        |
| 4  |         | Brun                            | c"   | 316 kg  | 81 cm    | 2003        | Rudolf Perner, Pasawa           |        |
| 5  |         | Jakobus d. Ältere               | es"  | 193 kg  | 67,8 cm  | 2003        | Rudolf Perner, Pasawa           |        |
| 6  |         | Totenglocke                     | ges" | 170 kg  | 67 cm    | 1515        | Laux Zotman, Augsburg           |        |
| 7  |         | Lebens- und Auferstehungsglocke | as"  | 86 kg   | 51 cm    | 2019        | Grassmayr, Innsbruck            |        |

## Galeria

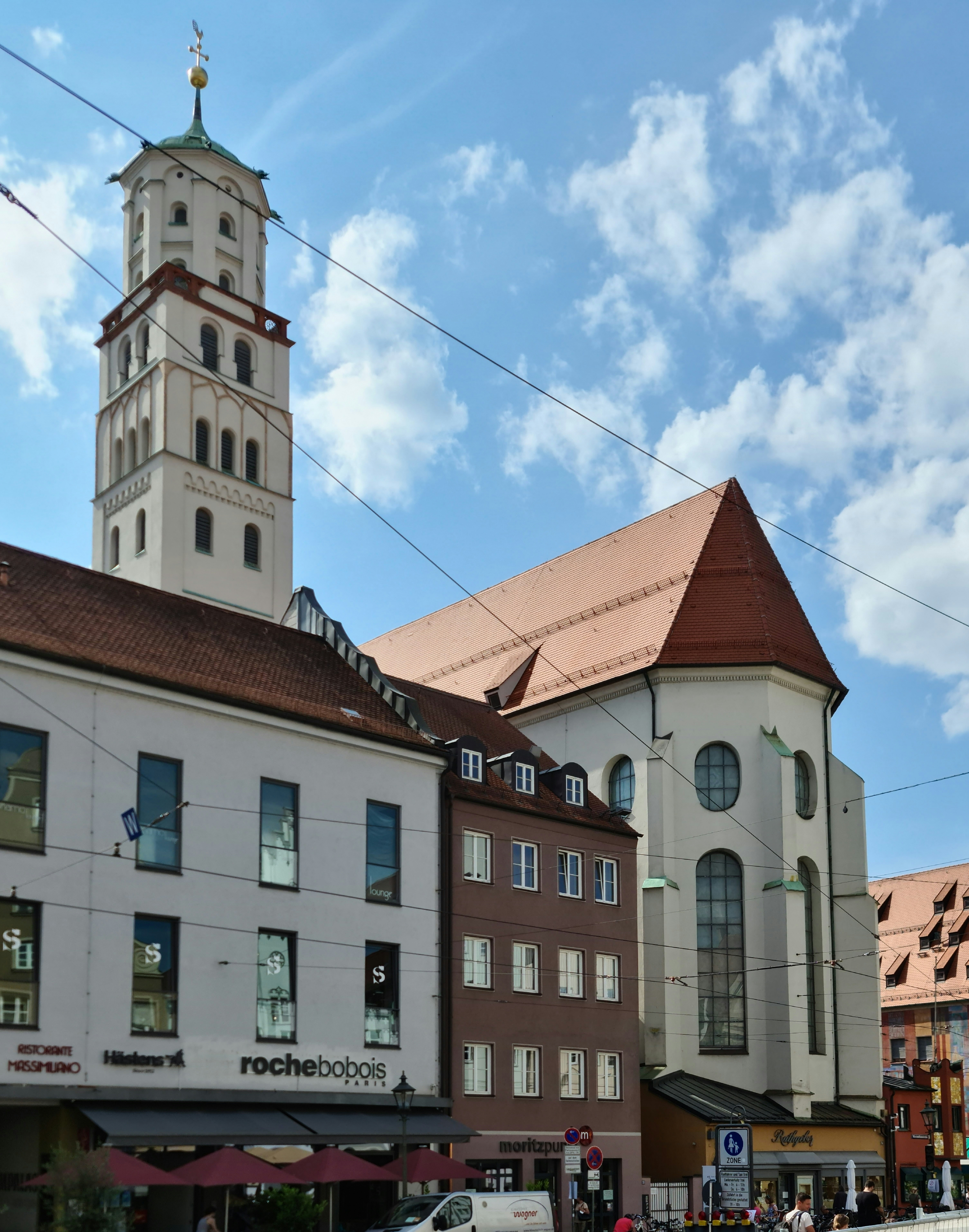
Widok z południowego zachodu
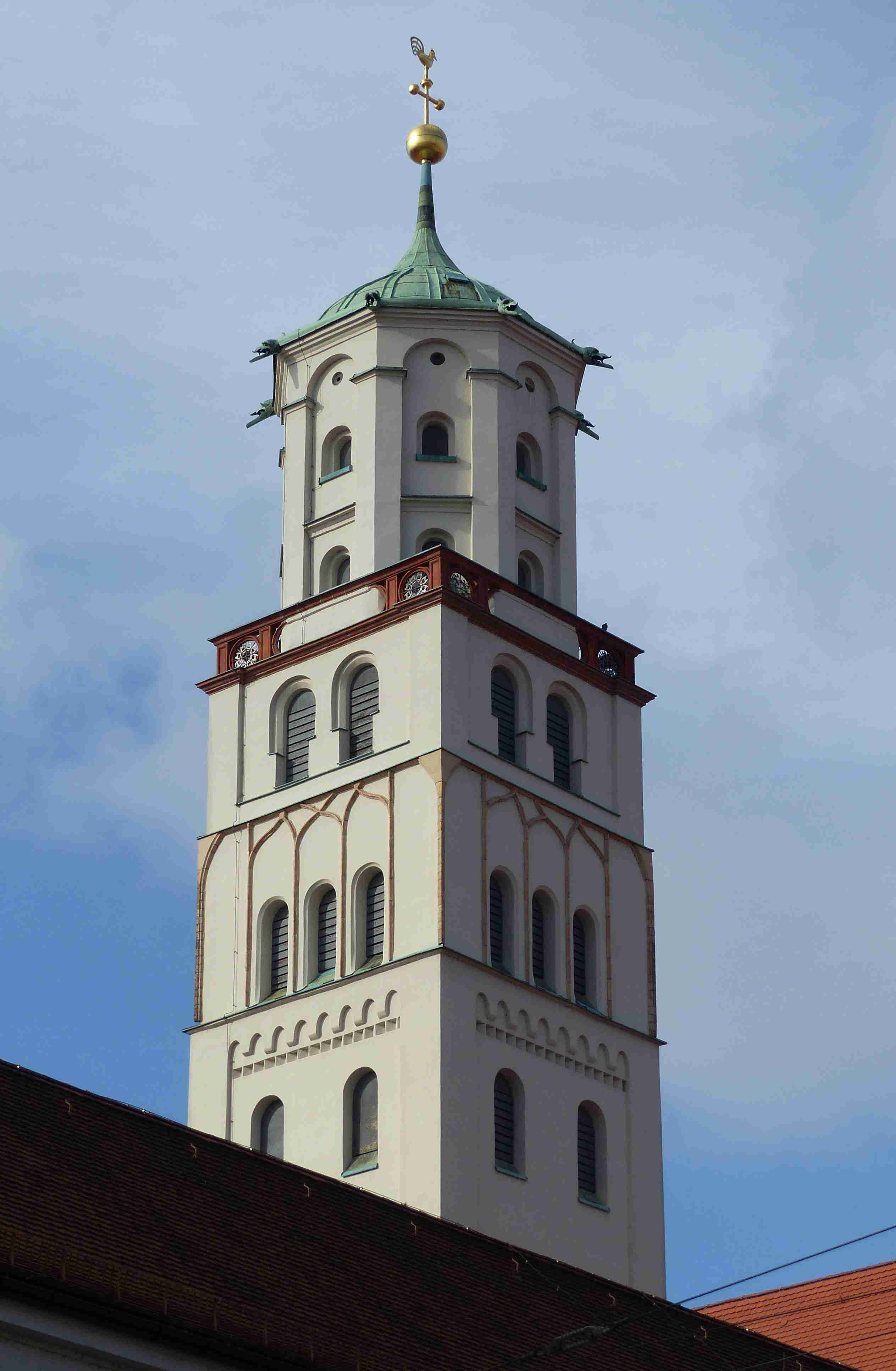
Wieża
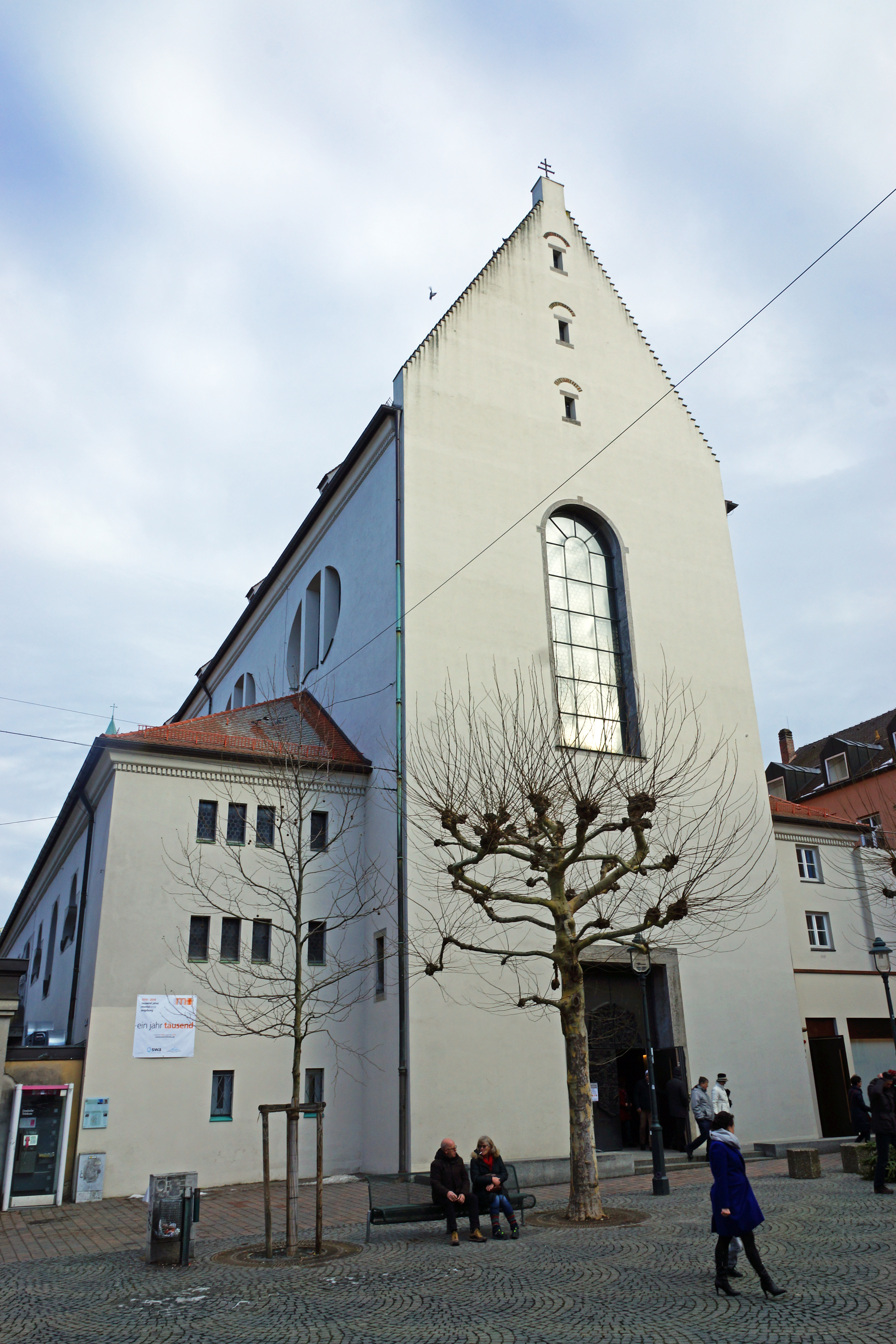
Fasada
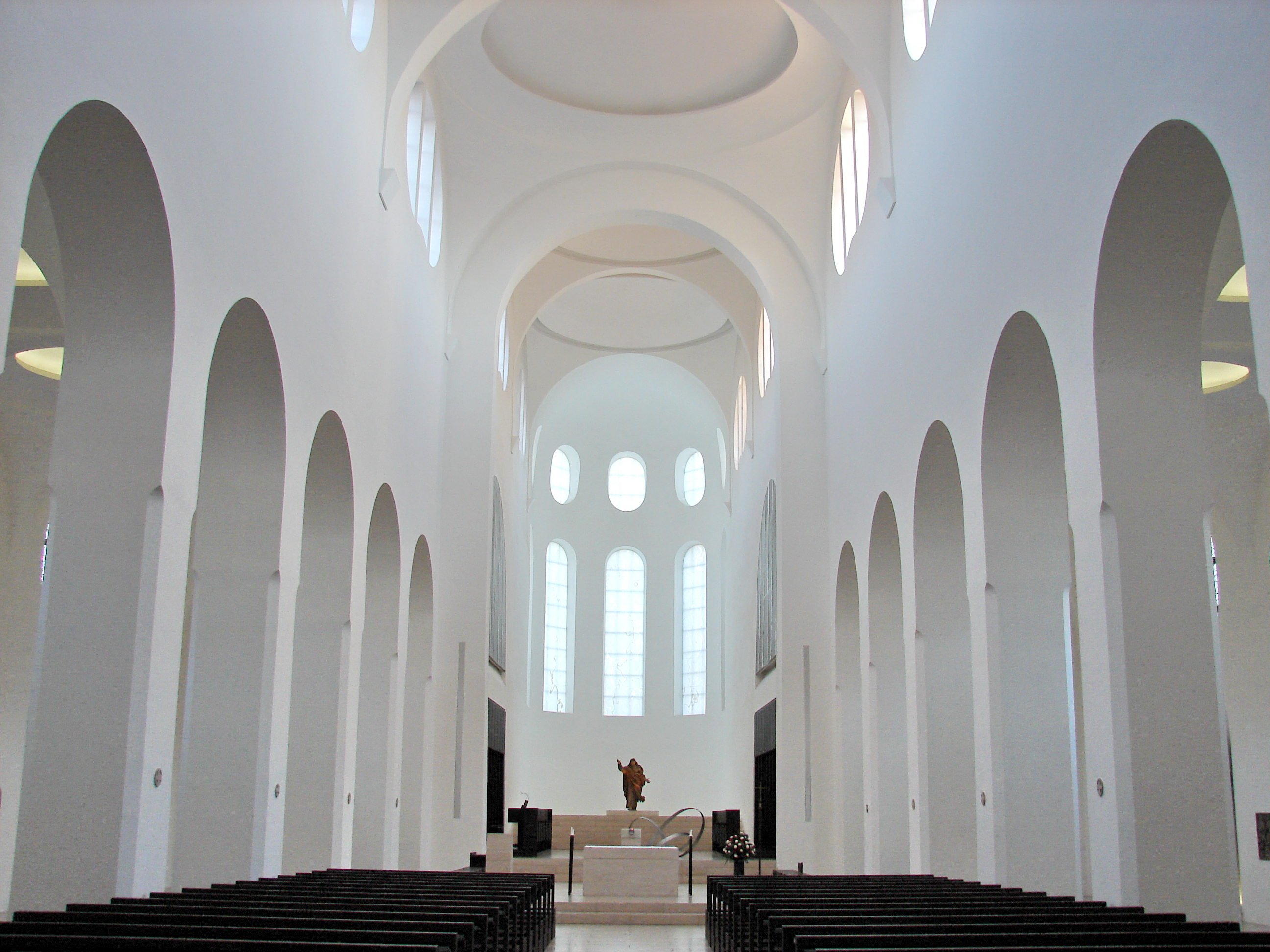
Wnętrze
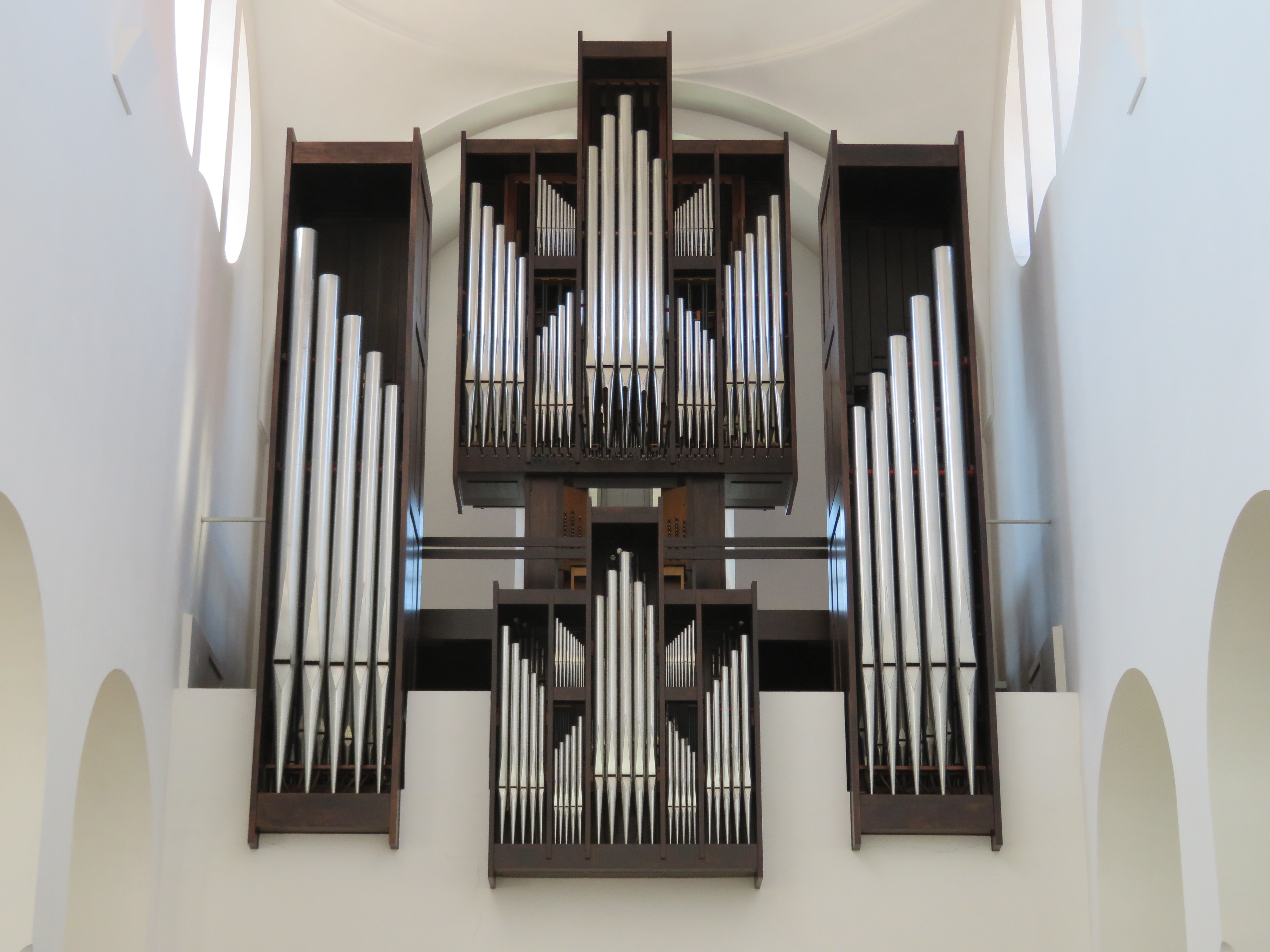
Organy